# Episodi di The Shield (seconda stagione)

La squadra d'assalto come appare nella seconda stagione

La seconda stagione di The Shield è stata trasmessa negli Stati Uniti dal 7 gennaio al 1º aprile 2003 su FX.
| nº | Titolo originale | Titolo italiano          | Prima TV USA     | Prima TV Italia  |
| -- | ---------------- | ------------------------ | ---------------- | ---------------- |
| 1  | The Quick Fix    | Oltre il confine         | 7 gennaio 2003   | 29 ottobre 2004  |
| 2  | Dead Soldiers    | La resa dei conti        | 14 gennaio 2003  | 5 novembre 2004  |
| 3  | Partners         | Un vecchio collega       | 21 gennaio 2003  | 12 novembre 2004 |
| 4  | Carte Blanche    | Il treno dei soldi       | 28 gennaio 2003  | 19 novembre 2004 |
| 5  | Greenlit         | Luce verde               | 4 febbraio 2003  | 26 novembre 2004 |
| 6  | Homewrecker      | Nemico delle donne       | 11 febbraio 2003 | 7 gennaio 2005   |
| 7  | Barnstormers     | La vendetta di Armadillo | 18 febbraio 2003 | 7 gennaio 2005   |
| 8  | Scar Tissue      | Sfregio per sfregio      | 25 febbraio 2003 | 14 gennaio 2005  |
| 9  | Co-Pilot         | Uno sguardo al passato   | 4 marzo 2003     | 14 gennaio 2005  |
| 10 | Coyotes          | La spia                  | 11 marzo 2003    | 21 gennaio 2005  |
| 11 | Inferno          | Caccia grossa            | 18 marzo 2003    | 21 gennaio 2005  |
| 12 | Breakpoint       | Problemi per Vic         | 25 marzo 2003    | 28 gennaio 2005  |
| 13 | Dominoes Falling | Il giorno cruciale       | 1º aprile 2003   | 28 gennaio 2005  |

## Oltre il confine
- Titolo originale: The quick fix
- Diretto da: Scott Brazil
- Scritto da: Shawn Ryan e Glen Mazzara

### Trama
"Questo non significa che mi piaci: tu prova a fottermi e io ti seppellisco!"
-Frase del Capitano Aceveda rivolta al detective Mackey alla fine dell'episodio.
Vic è impegnato nella ricerca della moglie e dei figli, con l'aiuto del detective Gordie Liman. Gli agenti della Squadra d'Assalto devono recarsi a Tijuana per smascherare il responsabile dell'avvelenamento di una partita di droga. Dutch e Claudette indagano sul brutale omicidio di due boss della malavita appartenenti a gang rivali. I sospetti cadono su Armadillo Quintero, un messicano giunto da poco a Los Angeles con lo scopo di prendere il controllo dello spaccio di cocaina. Solo una bambina vuole testimoniare contro di lui, ma Claudette non ha alcuna intenzione di coinvolgerla. Un ispettore civico, Lanie Kellis, viene inviato dal Municipio al distretto per controllarne l'attività, dopo i recenti episodi di corruzione. David propone una sorta di alleanza a Vic per superare, senza problemi, l'ispezione. Julien prende a cuore il caso di un ragazzino sorpreso a rubare: quindi chiede un appuntamento a sua madre per uscire insieme.

## La resa dei conti
- Titolo originale: Dead soldiers
- Diretto da: John Badham
- Scritto da: Kurt Sutter

### Trama
"Ho una spia in casa e uno dei miei migliori detective sta torchiando un tizio che ti può rovinare!"
Claudette, indagando sull'incendio del negozio di Tio, usato come copertura per i suoi traffici di droga, si avvicina a scoprire gli stretti legami tra lo spacciatore e Vic. Dutch è affiancato dall'ispettore Kellis nelle indagini sul tentato omicidio di una vigilessa. Julien e Danny devono più volte intervenire per calmare gli animi tra un immigrato arabo e la sua vicina di casa. Vic riesce a trovare Corinne, ma la moglie non ha alcuna intenzione di parlare con lui.

## Un vecchio collega
- Titolo originale: Partners
- Diretto da: Guy Ferland
- Scritto da: Scott Rosenbaum

### Trama
“Noi abbiamo sempre fatto più bene che male. È questo che conta.”
Vic prende contatto con l'ex collega, nonché ufficiale di addestramento, Joe Clark. Vic vorrebbe lasciare la polizia ma Joe lo invita a non desistere, nonostante il momento di grossa difficoltà. Vic decide di aiutare l'amico, espulso dalla polizia per aver picchiato un ricettatore che aveva ucciso un poliziotto ed ora in libertà con un consistente risarcimento danni, a regolare i conti con il criminale. A Dutch viene recapitato un braccio amputato: si trova così ad indagare su un possibile killer sadomasochista. Danny aspetta il giudizio della disciplinare per l'omicidio dell'arabo, ma la deposizione di Julien non le è d'aiuto. Shane fa capire a Julien che tra colleghi bisogna aiutarsi. Claudette continua ad indagare sulla morte di Tio e la scomparsa di Armadillo e chiede a Aceveda di poter fare un riscontro sui conti correnti di Vic, il cui nome, nei tabulati telefonici di Tio, ricorre di continuo.

## Il treno dei soldi
- Titolo originale: Carte blanche
- Diretto da: Peter Horton
- Scritto da: Reed Steiner

### Trama
"Tu pensi veramente di poterti fregare tutti i soldi che i mafiosi armeni fanno circolare negli Stati Uniti occidentali?"
Dopo essere rimasto ferito, Vic ottiene, su proposta di Lanie Kellis, un riconoscimento al valore e al coraggio. Quindi con Shane è chiamato ad indagare su una rapina e un omicidio avvenuti in un negozio usato come copertura per il taglio di diamanti dalla mafia armena. Il rapinatore si è servito del distintivo che Shane aveva perso in missione, forse in Messico. Vic e Shane propongono a Aceveda di fingersi poliziotti corrotti per incastrare il boss armeno Alex Eznik. Indagando vengono a conoscenza di un grossissimo riciclaggio di denaro sporco. Corinne, visto il miglioramento delle condizioni di Vic, lo invita a andare via di casa, come le aveva promesso prima che rimanesse ferito. In seguito al ritrovamento dell'arma usata per il delitto, grazie ad una campagna promossa da Vic chiamata "giocattoli per pistola", Claudette deve riprendere in mano un caso di omicidio che era rimasto irrisolto. La vittima era debitore dello strozzino Manny Sandoval. Claudette è sicura che dietro all'omicidio ci sia Manny ma non ha mai potuto dimostrarlo. Quando scopre che l'arma del delitto appartiene a un tizio, a sua volta debitore di Manny, si convince che il cerchio si chiuda. L'avvocato della moglie dell'arabo ucciso da Danny chiede 5 milioni di dollari per ritirare le accuse contro il distretto, ma Aceveda ribadisce che il suo agente ha agito nel rispetto delle regole. Viene però rintracciato un altro uomo che sostiene di avere subito accuse razziste e commenti volgari riferiti alla sua etnia araba di appartenenza dall'agente Sofer, durante una rissa in un locale avvenuta sei mesi prima. Nel frattempo Danny e Julien devono prestare servizio di sorveglianza ad un reverendo che ha ricevuto minacce di morte perché ha rifiutato di celebrare il funerale ad un membro di una gang del quartiere. Danny conosce un insolito allenatore di calcio con la strana e perversa abitudine di pagare i bambini per seppellire animali morti in un suo personale cimitero privato. Aceveda pensa di togliere Shane dalla squadra d'assalto per sostituirlo con un agente delle minoranze etniche.

## Luce verde
- Titolo originale: Greenlit
- Diretto da: Terrence O'Hara
- Scritto da: Kim Clements

"Se gli arriva una telefonata da me, tu hai luce verde. Si dice così nelle prigioni americane. Significa che sarai accoltellato nelle docce, finirai dissanguato prima che le guardie si accorgano di qualcosa."
Armadillo è rientrato in città e, dopo l'uccisione di Tio, ha preso il controllo dello spaccio della droga, distribuita a tappeto anche nelle scuole, persino alle elementari, con esiti devastanti. Aceveda, assai preoccupato per la situazione, anche in vista delle prossime elezioni comunali, riunisce tutte le forze del distretto per arrestare Armadillo, ma Vic preferisce agire con la sua squadra con il solo obiettivo di eliminare il criminale. Lem manifesta i suoi forti dubbi quando la squadra gli parla dell'affare del treno dei soldi armeno. Julien annuncia a Danny le sue nozze con Vanessa, dopo sole sette settimane di fidanzamento. La collega, nel frattempo ripetutamente perseguitata dalla moglie dell'arabo che ha ucciso in servizio, suggerisce a Julien di parlare con Vanessa della sua condizione. Connie, finalmente disintossicata, chiede a Vic di essere assunta come informatrice dalla polizia. Apprezzata la sua dritta sulle scuole, Vic le propone un contratto. Connie vorrebbe riavere anche suo figlio Brian, ma Vic le ricorda che è ormai impossibile, avendo la donna già firmato per la sua adozione. Claudette e Dutch sono sulle tracce di una anziana donna, malata di Alzheimer, scomparsa da qualche giorno. Risalgono così all'omicidio di un neonato commesso molti anni prima.

## Nemico delle donne
- Titolo originale: Homewrecker
- Diretto da: Scott Brazil
- Scritto da: Shawn Ryan e Glen Mazzara

“Se viene uno che non capisce i nostri metodi, ci può fare dei casini che finiamo a gambe all'aria.”
Danny e Julien irrompono in una casa d'accoglienza per donne maltrattate: sono state uccise sei donne mentre un'altra risulta scomparsa assieme al figlio di sette anni di una delle vittime. Le indagini portano a Mike, il padre del bambino, un vigile del fuoco che, dopo il massacro, è fuggito con il piccolo e la donna scomparsa dalla casa, una prostituta sua complice. Lou, un poliziotto grande amico di Mike, sembra avere avuto contatti con lui dopo la strage, ma rifiuta di parlare perché teme di essere accusato di complicità. Vic ed i suoi scoprono il rifugio di Mike, grazie ad una soffiata di Connie che però nell'operazione perde la vita. Aceveda, per una disposizione del suo superiore, riprende a fare pattuglia una volta al mese, a fianco di Julien e si trova ad indagare sul furto di una bicicletta ad un ragazzino con risultati non proprio brillantissimi. Nell'auto di Danny viene trovata una busta con marijuana da parte degli affari interni. Vic fa installare un nuovo sistema d'allarme da 2000 dollari a casa di Corinne, temendo una possibile vendetta di Armadillo verso i suoi familiari. Vic inizia a fare colloqui per individuare il nuovo membro delle minoranze che entrerà a far parte della squadra d'assalto, per volontà di Aceveda.

## La vendetta di Armadillo
- Titolo originale: Barnstormers
- Diretto da: Scott Winant
- Scritto da: Scott Rosenbaum

"A volte una prova crea l'indagine, altre volte le prove vanno create ad arte, se sai davvero chi è stato!"
Vic e gli uomini della sua squadra studiano i particolari per portare a termine il colpo ai danni della mafia armena. Nel frattempo, Vic viene disturbato durante il sonno dalle urla di due vicini litigiosi. Vic interviene in difesa della donna cercando di proteggerla dalle percosse del suo compagno e chiede l'aiuto di Emma per trovarle una sistemazione. Dutch e Claudette seguono il caso di una donna obesa strangolata in un parco: l'indagine è l'occasione per Dutch per riaffermare la propria competenza e pretendere dai colleghi, Aceveda in testa, maggior rispetto e considerazione. Shane compie un arresto facile, grazie alla spiata di Tulips. Vic, tornando a casa, trova Ronnie con il volto sfigurato dal fuoco: è stato Armadillo. Danny riceve da Aceveda la notizia della mancata promozione. Julien confessa alla promessa sposa Vanessa il suo passato gay.

## Sfregio per sfregio
- Titolo originale: Scar tissue
- Diretto da: Paris Barclay
- Scritto da: Kurt Sutter

"Sappiamo entrambi cosa è successo a Ronnie. Ne sei tu la causa. Tu, Vic, solo tu!"
Dopo lo sfregio a Ronnie, Vic si mette sulle tracce di Armadillo. Anche Claudette vuole Armadillo per interrogarlo e capire i suoi rapporti con Vic. A sorpresa però è lo stesso Armadillo a consegnarsi alla polizia. Il suo obiettivo è rientrare in Messico con l'aiuto proprio di Vic, ricattando il detective sul denunciare l'aggressione subita se si dovesse rifiutare. Quando ormai Vic sembra stare con le spalle al muro, Shane e Lem fanno uccidere Armadillo in centrale da uno spacciatore che aveva dei precedenti col messicano e con l'intenzione di tornare in prigione, salvando Vic. Dutch indaga su una faida tribale tra thailandesi che si trascina da secoli, mentre Danny, incentivata dallo stesso Dutch, inizia a sperimentare le sue abilità investigative arrestando uno "spruzzatore seriale" che colpisce le sue vittime agli occhi con un insetticida nocivo.

## Uno sguardo al passato
- Titolo originale: Co-pilot
- Diretto da: Peter Horton
- Scritto da: Shawn Ryan e Glen Mazzara

"Comandare la squadra d'assalto è una posizione importante. C'erano molti candidati, qualificati quanto te, se non di più. Comportati di conseguenza o troverò qualcun altro. Chiaro?"
Si va alle origini della squadra d'assalto. Vic supplica Gilroy di dargli una possibilità e di metterlo alla guida della nuova squadra, nonostante lo scetticismo generale che lo circonda. Vic vuole con sé Shane, a sua volta elemento tenuto sotto osservazione. Gilroy pretende risultati immediati: l'indagine su un omicidio è l'occasione perfetta. In difficoltà nell'incastrare il probabile colpevole, Vic decide di falsificare le prove contro il sospettato, servendosi di una sua cara amica, la prostituta Connie. Il nuovo capitano Aceveda non nasconde le sue perplessità su Vic e, d'accordo con Gilroy, contatta una sua vecchia conoscenza, il detective Terry Crowley da inserire nella squadra come quinto elemento, con la possibilità di diventarne il responsabile se i risultati non fossero all'altezza. Al distretto si presenta il detective Dutch Wagenbach che viene affiancato al veterano Tom Gannon e a Claudette Wyms per indagare su alcuni casi di sequestri di immigrati clandestini spesso risolti con l'intervento di un intermediario per i riscatti. Il caso viene portato a termine grazie alla collaborazione di Claudette e Dutch che decidono di iniziare a lavorare insieme in modo permanente. L'agente Danny Sofer è infine alle prese con la recluta Julien Lowe. Insieme indagano, tra l'altro, su un uomo che ruba i buoni pasto dalle cassette della posta dei vicini. Danny fa presente a Julien l'importanza di non farsi coinvolgere emotivamente nelle indagini, ma Julien preferisce provare ad agire con il suo metodo.

## La spia
- Titolo originale: Coyotes
- Diretto da: Davis Guggenheim
- Scritto da: Reed Steiner

"Mi dispiace averla messa in cattiva luce, ma quella è la verità!"
Il rapporto di Lanie sul Distretto di Farmington viene pubblicato a sorpresa dalla stampa, creando grosso scompiglio al distretto dove in molti rischiano di perdere il lavoro. Gilroy evade dagli arresti domiciliari e chiede aiuto a Vic per passare il confine e raggiungere il Messico. Gilroy in realtà è d'accordo con il procuratore e tenta con un registratore di incastrare Vic e la sua squadra. Quando Vic e Shane capiscono il gioco di Gilroy, lo obbligano a partire davvero per il Messico e fanno in modo di apparire completamente estranei alla vicenda. Vic denuncia quindi la fuga di Gilroy a Aceveda, con grande disappunto di Lanie che vede così sfumare la possibilità di smascherarlo. Dopo una chiacchierata chiarificatrice con Claudette, Danny si rende consapevole che è stata usata da Vic per l'omicidio di Armadillo e sfoga tutta la sua rabbia contro di lui, sentendosi tradita. Un detective di colore, Tavon Garris, viene inserito nella squadra d'assalto. Tocca a Lem fargli da guida, ma il giovane Tavon dimostra subito di saperci fare e grazie al suo contributo viene fermato un grosso giro di furti di auto.

## Caccia grossa
- Titolo originale: Inferno
- Diretto da: Brad Anderson
- Scritto da: Kim Clements

"La verità è che il suo rapporto provocherà solo qualche piccola scossa. Lei non è il primo ispettore civico passato da questo dipartimento. Alla fine i poliziotti si proteggeranno fra loro, lo sdegno si volgerà in apatia, il che farà dire: Non mi sembra che sia successo qualcosa. E tutto ritornerà com'era."
Manca solo una settimana alla pubblicazione del rapporto di Lanie Kellis. Al fine di tamponarne gli effetti, Vic propone a David di provare a fare un arresto sensazionale. Si mette così sulle tracce di Dante Fell, un grosso capogang ricercato a livello federale che sembra sia rientrato a Farmington per la nascita del figlio. Nel corso delle indagini che portano al sospirato arresto, Tavon Garris, il nuovo elemento della Squadra d'Assalto si guadagna la stima dei suoi compagni. Julien salva un bambino da due ladri d'auto ma deve fare i conti con Thomas che si rifà vivo e chiede il suo aiuto. Dutch e Claudette indagano su un presunto stupro ai danni di una minorenne che, con l'appoggio della madre, ha denunciato il suo caporeparto. Vic, Shane, Lem e Ronnie lavorano alacremente alla preparazione del piano per la rapina ai danni della mafia armena. Vic, intanto, si convince che Corinne voglia divorziare e decide di giocare d'anticipo.

## Problemi per Vic
- Titolo originale: Breakpoint
- Diretto da: Félix Henrique Alcala
- Scritto da: Glen Mazzara

"Ho tenuto troppo la testa sotto la sabbia. Ultimamente non mi piace affatto quello che vedo, quindi o faccio qualcosa o me ne vado. E sono troppo giovane per andare in pensione."
In seguito alla pubblicazione del rapporto di Lanie Kellis, il capo della polizia chiede a David di procedere ad un taglio del personale del 20%. David, candidato alle elezioni primarie, non sa come fronteggiare la situazione. Vic ed i suoi uomini sono venuti a sapere che il trasporto del denaro sporco della mafia armena è stato anticipato e si preparano ad agire in tutta fretta. Claudette e Dutch, con l'aiuto di Vic, indagano sulla scomparsa di due quattordicenni. Inizialmente si segue la traccia di un pedofilo, ma poi si scopre che il primo dei due ha ucciso il secondo. Thomas, arrestato per un'aggressione, in distretto urla a tutti che Julien è gay. L'agente inizia ad essere preso di mira pesantemente da un paio di colleghi. Vic viene arrestato in seguito ad una furiosa lite con Corinne.

## Il giorno cruciale
- Titolo originale: Dominoes falling
- Diretto da: Scott Brazil
- Scritto da: Shawn Ryan

"I risultati non scusano le malefatte!"
L'ex marito di Claudette viene ucciso con un colpo di pistola mentre si trova in automobile con la figlia Bonnie. Dutch segue le indagini e Vic offre il suo aiuto: vuole dimostrare l'efficienza della Squadra d'Assalto per evitare che sia colpita dai licenziamenti decisi dal nuovo Capo della polizia. Intanto, assieme ai suoi, Vic si prepara per la rapina ai danni della mafia armena. Il capitano David Aceveda, in attesa dei risultati delle primarie, deve comunicare il licenziamento a quanti sono finiti nella lista del Capo. Tra loro c'è Danny e ci sono anche Jackson e Carlson, responsabili di pesanti scherzi ai danni di Julien. Per vendicarsi, i due aggrediscono e picchiano Julien, fuori da casa. Mentre David festeggia la vittoria alle primarie, Vic, Ronnie, Shane e Lem contemplano la montagna di denaro di cui si sono impossessati sottraendoli agli armeni.